# Chemischer Garten

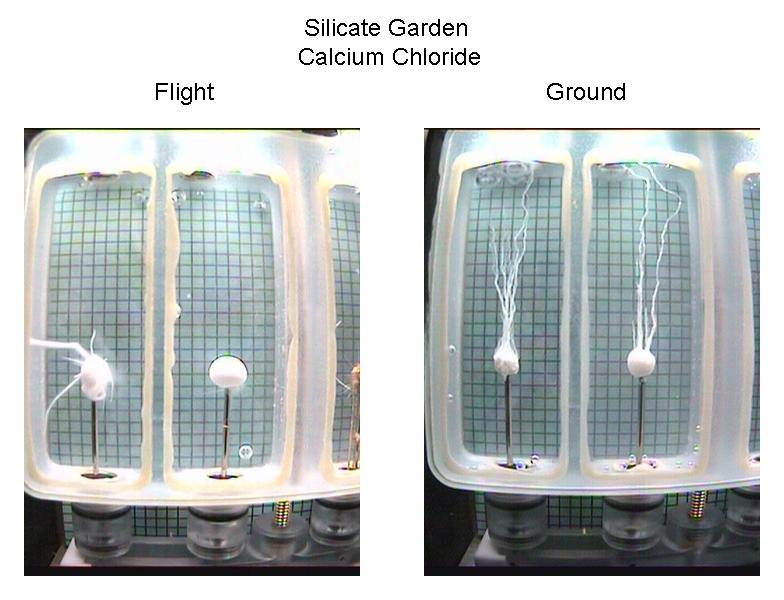
Vergleich von chemischen Gärten in der International Space Station (links) und am Boden (rechts)

Ein chemischer Garten ist ein Schauexperiment, bei dem in eine wässrige Lösung von Natriumsilicat verschiedene farbige Schwermetallsalze gegeben werden. 
Die Ionen der Schwermetalle reagieren an der Grenzfläche zu schwer löslichen farbigen Silikaten. Verwendet man große Kristalle der Schwermetallsalze, ergeben sich teils skurrile Gebilde mit fraktalem Aussehen. Die Formgebung resultiert daher, dass die Grenzfläche zwischen dem Schwermetallsalz bzw. dessen konzentrierter Lösung und dem Wasserglas als semipermeable Membran (Niederschlagsmembran) wirkt und durch Osmose Wasser einströmen kann. Daher dehnt sich die Membran aus und platzt unter Umständen. Da die Salzdichte an der Spitze des Gebildes am niedrigsten ist, wächst es hauptsächlich nach oben. Verästelungen zu den Seiten finden aber auch statt, sodass eine pflanzenähnliche Struktur resultiert.
Salze, die verwendet werden können, sind z. B.
- Alaun (Kaliumaluminiumsulfat) – weiß

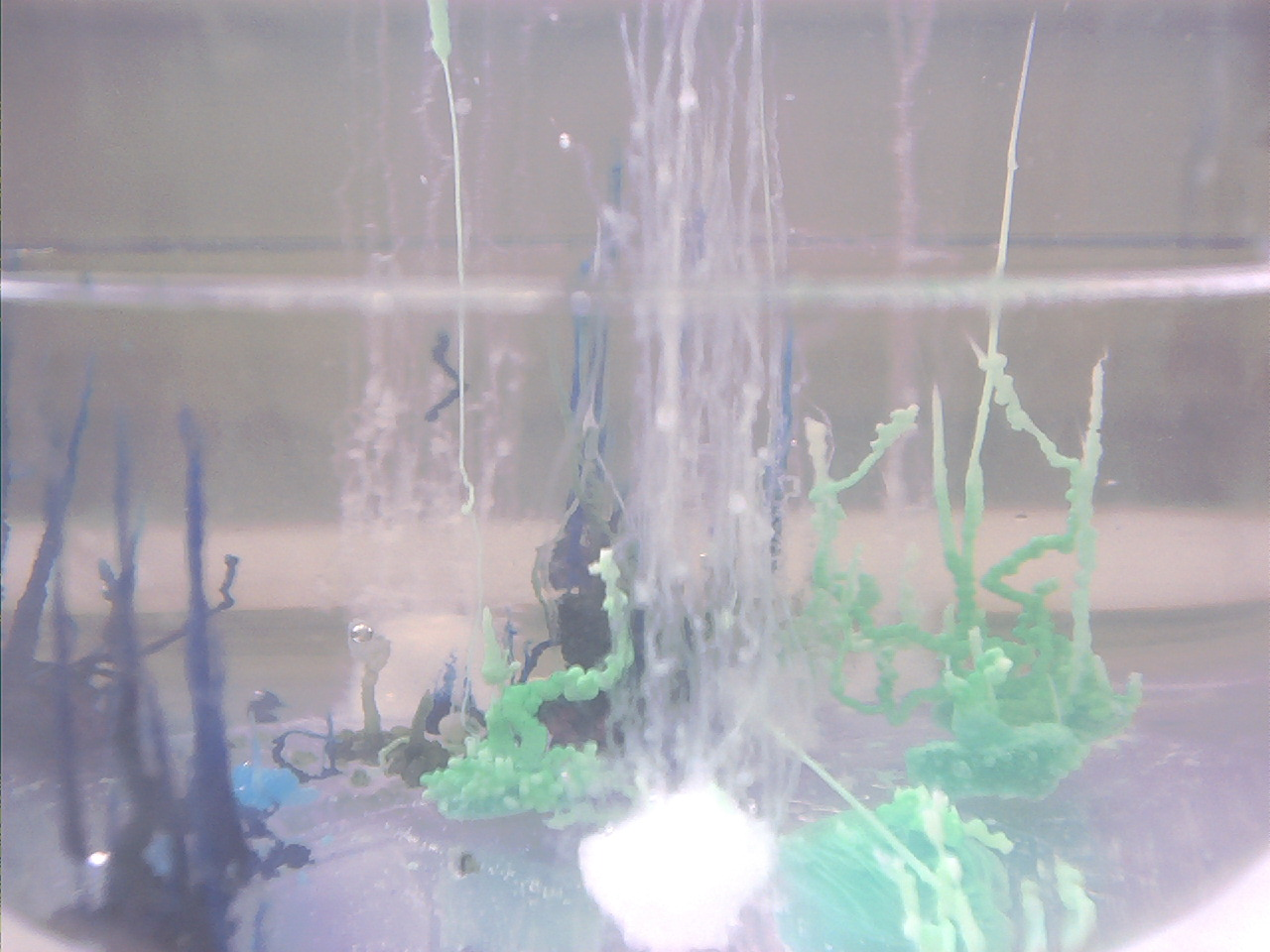
Chemischer Garten, Natriumsilicatlösung mit Kupfer-, Nickel-, Cobalt-, Eisen- und Aluminiumsalzen

- Kupfersulfat – blau
- Chrom(III)-chlorid – grün
- Nickelsulfat – grün
- Eisen(II)-sulfat – grün
- Eisen(III)-chlorid – orangebraun
- Cobaltchlorid – violett